# Tonkinacris
Tonkinacris es un género de saltamontes de la subfamilia Melanoplinae, familia Acrididae, y está asignado a la subtribu Tonkinacridina de la tribu Podismini. Este género se distribuye en Asia, específicamente en Vietnam y China.

## Especies
Las siguientes especies pertenecen al género Tonkinacris:
- Tonkinacris damingshanus Li, Lu, Jiang & Meng, 1991
- Tonkinacris decoratus Carl, 1916
- Tonkinacris meridionalis Li, 1986
- Tonkinacris ruficerus Ito, 1999
- Tonkinacris sinensis Chang, 1937
- Tonkinacris yaeyamaensis Ito, 1999